# Artur Beltrame Ribeiro
Artur Beltrame Ribeiro (28 de abril de 1945) é um pesquisador brasileiro, titular da Academia Brasileira de Ciências na área de Ciências da Saúde desde 2001. É professor de nefrologia na Escola Paulista de Medicina da Universidade Federal do Estado de São Paulo. Especialista em hipertensão arterial e diabetes, foi cardiologista de Ruth Cardoso.
Foi condecorado com a comenda da Ordem Nacional do Mérito Científico.